# Miss Rusland
Miss Rusland (Russisch: Мисс Россия of Miss Rossija) is
de nationale missverkiezing van Rusland. De wedstrijd werd voor het
eerst gehouden in 1992, na de val van de Sovjet-Unie. In 1995
werd de neververkiezing Krasa Rossii ingevoerd die 's lands kandidate
voor de internationale missverkiezing Miss World selecteert. In
2004 werd Miss Universe Russia begonnen om de Russische kandidate voor
Miss Universe aan te duiden. Miss Rusland neemt verder deel aan
Miss Europa en Miss Baltic Sea.

## Winnaressen

### Jaren 2000

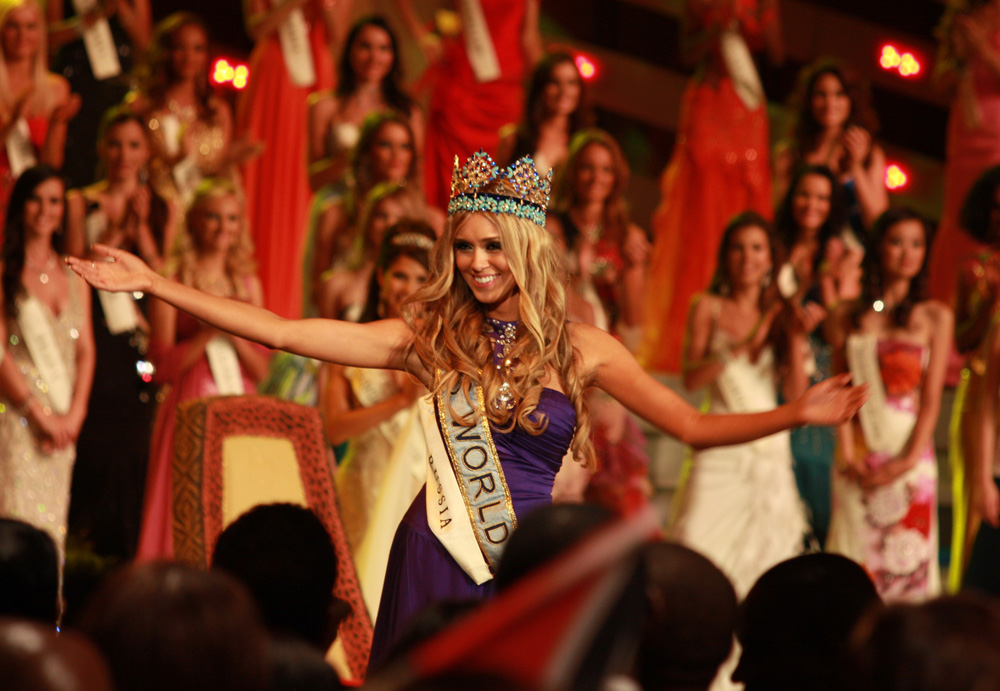
Ksenia Soechinova, Miss Rusland 2007. Hier tijdens haar uitverkiezing als Miss World in 2008

| Jaar | Winnares               |
| ---- | ---------------------- |
| 2007 | Ksenia Soechinova      |
| 2006 | Tatjana Kotova         |
| 2005 | Aleksandra Ivanovskaja |
| 2004 | Diana Zaripova         |
| 2003 | Viktoria Lopyrjova     |
| 2002 | Svetlana Koroleva      |
| 2001 | Oksana Fedorova        |
| 2000 |                        |

### Jaren 1990
| Jaar | Winnares           |
| ---- | ------------------ |
| 1999 | Anna Kroeglova     |
| 1998 | Anna Malova        |
| 1997 | Jelena Rogozjina   |
| 1996 | Aleksandra Petrova |
| 1995 | Elmira Toejoesjeva |
| 1994 |                    |
| 1993 | Anna Bajtsjik      |